# 阿舍彝族乡
阿舍彝族乡是中华人民共和国云南省文山壮族苗族自治州砚山县下辖的一个民族乡。

## 行政区划
阿舍彝族乡下辖以下村级行政区划单位：
阿舍村、阿吉村、巨美村、坝心村、地者恩村和鲁都克村。